# Hippospongia communis
A Hippospongia communis a szaruszivacsok (Demospongiae) osztályának a Dictyoceratida rendjébe, ezen belül a Spongiidae családjába tartozó faj.
A Hippospongia szivacsnem típusfaja.

## Előfordulása
A Hippospongia communis előfordulási területe az Atlanti-óceán keleti része és a Földközi-tenger. Az Azori- és Kanári-szigetektől az Adriai- és Égei-tengerig található meg. Jean-Baptiste Lamarck, az állat leírója azt állítja, hogy a típuspéldányai a Vörös-tengerből és az Ádeni-öbölből származnak; azonban az újabb kutatások szerint e helyeken nem élnek Hippospongia-fajok.

## Megjelenése
A szivacs telepe kis hengerekből áll, melyeknek közepe üres, azaz lyukas.

## Életmódja
A vízből szűri ki a táplálékául szolgáló szerves részecskéket.